# Национален съвет за земеделска политика
Националният съвет за земеделска политика (на португалски: Conselho Nacional de Política Agrícola — CNPA) е колегиален орган на Министерството на земеделието на Бразилия, който подпомага министерството при формулирането и провеждането на националната селскостопанска политика, ръководейки изработването на Плана за земеделието и животновъдството.

## История
Националният съвет за земеделска политика е създаден със закон 8171 от 17 януари 1991, като орган на тогавашното Министерство на земеделието и аграрната реформа. Допълнителни измения в структурата и правомощията на Съвета са направени със Закон 8174 от 30 януари 1991 и поредица от президентски декрети, последният от които е Декрет 4623 от 21 март 2003 г.

## Функции
Основните задължения на CNPA са:
1. да наблюдава прилагането на националната селскостопанска политика, особено по отношение на изпълнението на нейните цели и правилното изразходване на ресурсите, определени за сектора;
2. да идентифицира приоритетите, които трябва да бъдат начертани в годишния Плана за земеделието и животновъдството
3. да предлага изменения в Националната селскостопанска политика;
4. да изказва мнение относно списъка на селскостопанските продукти, защитени от програмата за гарантиране на минималните цени на Министерството на земеделието.
5. да подпомага Министерството на земеделието при ежегодното определяне на обемите на регулираните стратегически запаси от всеки продуктов тип, вземайки под внимание необходимата информация, предоставяна от правителството и частния сектор;
6. да излиза със становище относно компенсиращо данъчно облагане на селскостопански продукти, когато вносните им цени на бразилския национален пазар се характеризират с хищническо ценообразуване и нелоялна конкуренция;
7. да координира организирането на щатски и общински съвети за земеделска политика.
8. да поддържа система за анализ и информация относно социално-икономическата конюнктура в земеделския сектор;
9. да изказва становище относно: насоките на националната политика за напояване и отводняване; стандартизацията на рационалното използване на водните ресурси за напояване; за налагане на кредитни линии и стимули, както и сключването на гаранционни договорености, съвместими с особеностите на поливното земеделие.

## Състав и структура
Националният съвет за земеделска политика се състои от:
1. един представител на Министерството на финансите;
2. един представител на Министерството на планирането, бюджета и управлението;
3. един представител на Бразилската банка (Banco do Brasil S.A);
4. двама представители на Националната селскостопанска конфедерация;
5. двама представители на Националната конфедерация на работниците в селското стопанство (Contag);
6. двама представители на Организацията на бразилските селскостопански кооперативи;
7. един представител на Секретариата по икономическо право към Министерството на правосъдието;
8. един представител на Министерството на околната среда;
9. един представител на Министерството на националната интеграция;
10. трима представители на Министерство на земеделието, животновъдството и продоволствието;
11. един представител на Министерството на аграрното развитие;
12. един представител на Министерството на транспорта;
13. един представител на Министерството на развитието, индустрията и външната търговия;
14. двама представители на различни икономически сектори, споменати в земеделския закон, които са назначени свободно от министъра на земеделието.

Националният съвет за земеделска политика се председателства от министъра на земеделието. Останалите членове се назначават с акт на президента на Бразилия за срок от две години, с право на преназначаване, след като номинациите им, издигнати от съответните учреждения и организации, бъдат представени на държавния глава от министъра на земеделието.
Към CNPA функционира Изпълнителен секретариат, а функционалната структура на съвета обхваща секторните камари, които са специализирани в области като производството, препаратите, транспорта, съхранението, финансирането, застраховането и др. дейности от сферата на селското стопанство. Всяка секторна камара се създава с акт на министъра на земеделието и се състои от представители на обществения и частния сектор, като броят им може да достига до 25 души, назначени също с акт на министъра. Всяка секторна камара, от своя страна, също има председател, който се назначава от министъра. Всяка секторна камара се подпомага технически и административно и от другите органи на Министерството на земеделието, които имат отношение към съответния ресор на камарата.